# Crise entre le Bénin et le Niger
 (juillet 2024).

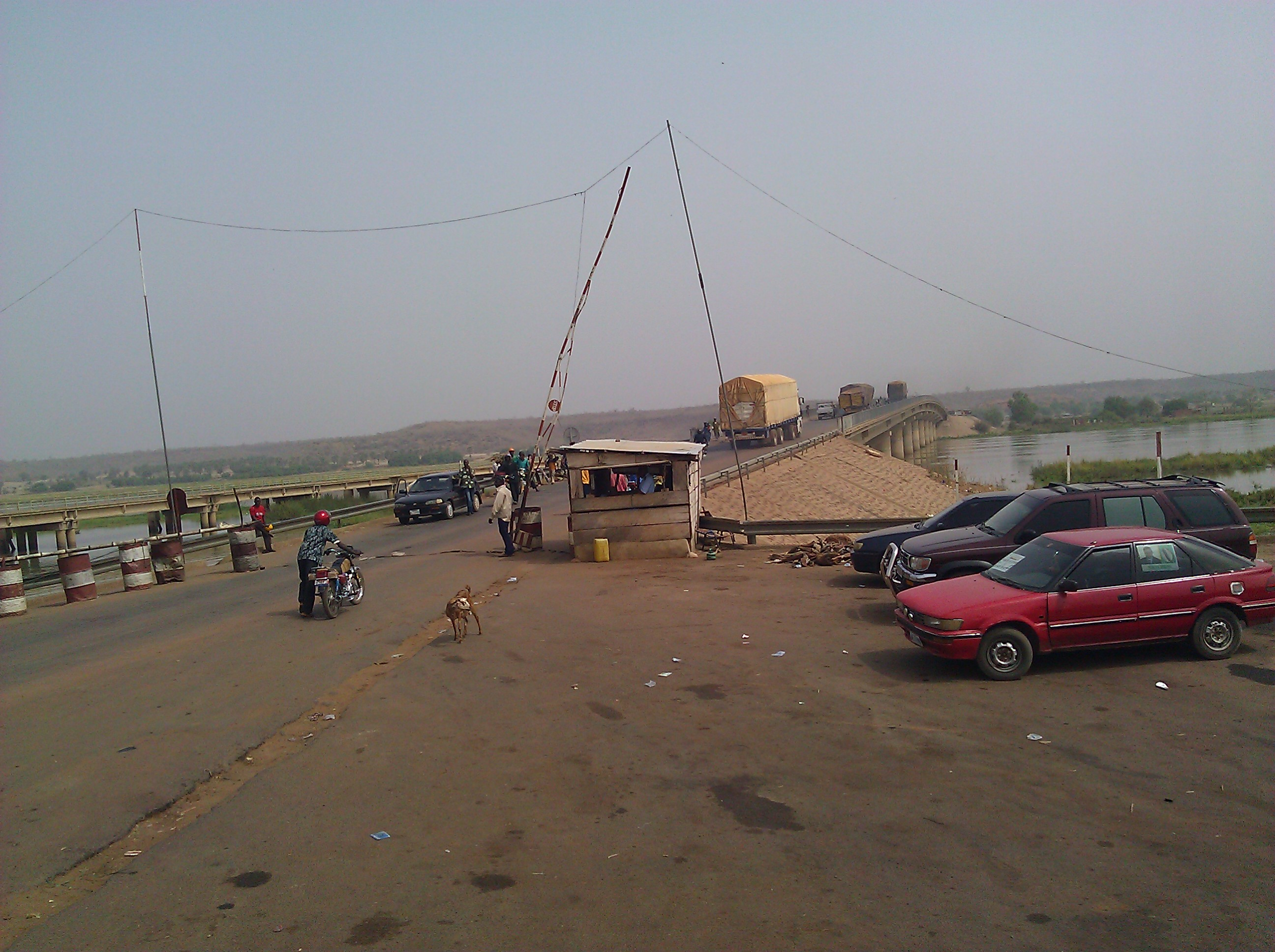
Le passage de la frontière entre le Bénin et le Niger

La crise entre le Bénin et le Niger est  déclenchée à la suite du coup d’État au Niger, en juillet 2023, qui  renverse le président élu Mohamed Bazoum et installé un régime militaire. En réponse, la Communauté économique des États de l'Afrique de l'Ouest (CEDEAO) impose des sanctions diplomatiques et économiques contre les nouvelles autorités nigériennes comme la fermeture des frontières. Bien que la plupart de ces sanctions soient levées, en février en 2024, les militaires au pouvoir entretiennent le statu quo avec le Bénin.

## Contexte
Le 26 juillet 2023, un coup d’État a renversé le président Mohamed Bazoum au Niger ayant pour conséquences des jours plus tard que la CEDEAO mette  œuvre des sanctions diplomatiques et économiques contre le Niger. Il s'agit de la fermeture des frontières, la suspension des transactions financières et le gel des avoirs du Niger dans les banques étrangères. Les quinze États membres de la CEDEAO sont concernés, à l’exception des quatre membres déjà suspendus en raison de leurs régimes militaires : le Burkina Faso, la Guinée, le Mali et le Niger. De plus, les huit membres de l’Union économique et monétaire ouest-africaine sont également impliqués dans ces sanctions.
Le 10 décembre 2023, la CEDEAO maintient les sanctions contre le Niger et réclament le retour à l’ordre constitutionnel en réinstallant le Président Bazoum dans ses fonctions.
Les autorités béninoises, notamment le président Patrice Talon, s’alignent sur la position officielle de la CEDEAO en faveur du projet d’intervention militaire,.

## Réactions
En fin décembre 2023, le président béninois Patrice Talon annonce la levée de la suspension des importations de marchandises transitant vers le Niger par le port autonome de Cotonou après le sommet de la Cedeao tenu le 10 décembre à Abuja. Mais, la Chambre de commerce et de l’industrie du Niger a recommandé, le 1er janvier 2024, aux commerçants de continuer à utiliser les ports et les corridors qui ont permis de desservir le pays notamment le port autonome de Lomé. Le Niger maintient, alors, ses frontières fermées pour des « raisons sécuritaires », affirme le premier ministre nigérien Ali Lamine Zeine évoquant la présence des bases militaires françaises au nord Bénin. Le porte parole du gouvernement béninois, Wilfried Léandre Hougbédji, réplique qu' « une base militaire n’est pas une aiguille dans une botte de foin quand même ! Le premier ministre peut déployer les moyens satellitaires qu’il veut avec ses alliés militaires du moment pour vérifier si on a une base militaire ».
Face au refus des autorités nigériennes de rouvrir les frontières, le Bénin  bloque l’exportation du pétrole nigérien à partir du port de Sémè avant de faire volte-face. En juin 2024, cinq nigériens sont arrêtés sur la plateforme du pipeline au Bénin dont trois condamnés à 18 mois de prison avec sursis pour usage de faux badge et accès frauduleux au site selon le procureur de la Cour de répression des infractions économiques et du terrorisme, Mario Metonou, puis libérés. Le Niger réagit dans la foulée et accuse le Bénin d'avoir kidnappé ses ressortissants en mission de contrôle pour le chargement pétrolier.

## Médiation
Pour une sortie de crise, les anciens président béninois, Nicéphore Soglo et Boni Yayi ont entamé, le 24 juin 2024, une médiation auprès du Général Tiani, président de la transition au Niger,.